# 藤本靖博
藤本 靖博（ふじもと やすひろ、1958年6月24日 - ) は、日本の実業家。日本プロサッカーリーグ（Jリーグ）に所属するロアッソ熊本を運営する株式会社アスリートクラブ熊本代表取締役社長。熊本県上益城郡矢部町（現在の山都町）出身。

## 経歴
- 1981年 - 八幡大学（現在の九州国際大学）法経学部経営学科卒業[1]
- 1986年 - 流通関連企業から平田機工株式会社に入社
- 2015年 - 執行役員管理本部経理部長兼IR・広報担当
- 2019年 - 常務執行役員経理・IR担当
- 2021年 - 取締役常務執行役員管理本部長兼内部統制・SDGs担当[2]
- 2021年 - アスリートクラブ熊本非常勤取締役就任
- 2023年 - 同代表取締役社長就任[3]